# Пригода Сергій Іванович
Сергій Іванович Пригода (нар. 15 липня 1919, Степанівка, Пирятинський повіт, Полтавська губернія, УРСР, СРСР — пом. 24 серпня 1999, Москва, Росія) — радянський російський науковець українського походження, генерал-лейтенант медичної служби, доктор біологічних наук, професор, академік РАМТН.

## Життєпис
Сергій Пригода народився 15 липня 1919 року в селі Степанівка Пирятинського повіту Полтавської губернії, нині Драбівський район, Черкаська область, Україна. Закінчив фельдшерсько-акушерську школу в місті Лубни.
У 1937 році призваний у лави Червоної армії, брав участь в боях біля озера Хасан. Під час німецько-радянської війни служив в медсанбаті 3-ї гвардійської танкової армії.
Після війни закінчив Військово-медичну академію імені С. М. Кірова у Ленінграді та Військово-хімічну академію в Костромі. 
З 1966 по 1987 роки очолював Третій військово-біологічний інститут (нині Вірусологічний науковий центр НДІ мікробіології МО РФ). 
У 1975 році захистив секретну кандидатську дисертацію.
Помер 24 серпня 1999 в Москві. Похований на Перепечинському цвинтарі.

## Нагороди
У 1978 році став лауреатом Державної премії СРСР.
- Орден Леніна
- Орден Жовтневої революції
- Орден Вітчизняної війни I ступеня
- Орден Трудового Червоного Прапора
- Орден Червоної Зірки (двічі)